# Pseudosaproecius binasus
Pseudosaproecius binasus là một loài bọ cánh cứng trong họ Bọ hung (Scarabaeidae).